# Есна (Браила)
Есна (рум. Esna) насеље је у Румунији у округу Браила у општини Мовила Миресиј. Oпштина се налази на надморској висини од 21 m.

## Становништво
Према подацима из 2002. године у насељу је живело 347 становника, од којих су сви румунске националности.